# Gymnopsyra chemsaki
Gymnopsyra chemsaki är en skalbaggsart som beskrevs av Linsley 1963. Gymnopsyra chemsaki ingår i släktet Gymnopsyra och familjen långhorningar. Inga underarter finns listade i Catalogue of Life.